# Мальтинус двупятнистый
Мальтинус двупятнистый (лат. Malthinus biguttatus) — вид жуков-мягкотелок. Длина тела взрослых насекомых (имаго) 4,5—6 мм. Тело чёрное. Передние и задние края переднеспинки обычно с узкой рыжей каймой. Основание усиков, бёдра и часть голеней рыжеватые. Щиток чёрный.

## Примечания

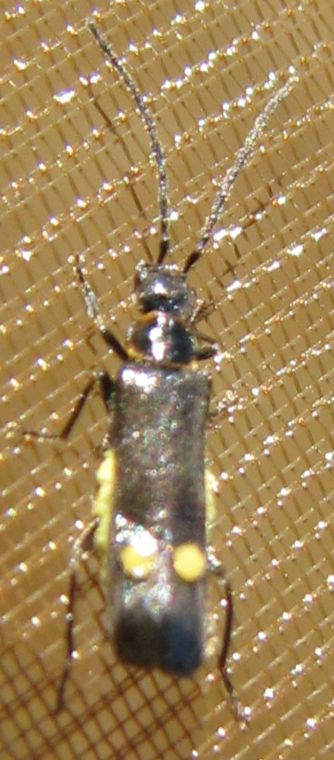
Malthinus biguttatus